# 신나카역
신나카역(일본어: 新那加駅)은 일본 기후현 가카미가하라시에 위치한 나고야 철도 가카미가하라선의 철도역이다. 역 번호는 KG 10이며, 섬식 승강장 1면 2선의 구조를 갖춘 지상역이다.

## 타는 곳
| 1 | ■ 가카미가하라선 | 하행 | 미카키노 · 신우누마 · 이누야마 방면                      |
| 2 | ■ 가카미가하라선 | 상행 | 메이테쓰기후 · (메이테쓰 기후 환승) (메이테쓰나고야 방면 |

## 이용 현황
- 2013년 기준 : 3,296명

## 역 주변
- JR 도카이 다카야마 본선 나카역
- 가카미가하라 시 종합 체육관
- 이온 몰 가카미가하라

## 인접 역
| 나고야 철도 가카미가하라선       | 나고야 철도 가카미가하라선 | 나고야 철도 가카미가하라선                   |
| -------------------------------- | -------------------------- | -------------------------------------------- |
| NH 14 기리도시 메이테쓰기후 방면 | □ 쾌속 급행 · ■ 급행       | 가카미가하라시야쿠쇼마에 KG 08 신우누마 방면 |
| KG 11 신카노 메이테쓰기후 방면   | ■ 보통                     | 시민코엔마에 KG 09 신우누마 방면             |